# 拉罗什努瓦尔
拉罗什努瓦尔（法語：La Roche-Noire，法語發音：[la ʁɔʃ nwaʁ]）是法国多姆山省的一个市镇，属于克莱蒙费朗区。

## 地理
拉罗什努瓦尔（45°42'27"N, 3°13'27"E）面积3.07 平方千米，位于法国奥弗涅-罗讷-阿尔卑斯大区多姆山省，该省份为法国中南部省份，北起阿列省接壤，东临卢瓦尔省，南至上盧瓦爾省和康塔爾省，西接科雷兹省和克勒兹省。
与拉罗什努瓦尔接壤的市镇（或旧市镇、城区）包括：勒桑德尔、奥弗涅地区库尔农、莱马特尔德韦尔、米雷夫勒尔、阿列河畔佩里尼亚、阿列河畔圣乔治。

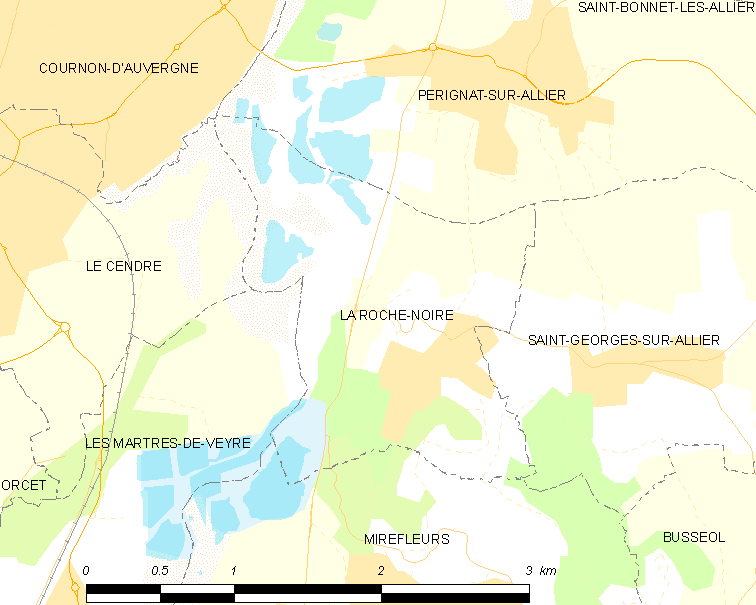
拉罗什努瓦尔的OSM定位图

拉罗什努瓦尔的时区为UTC+01:00、UTC+02:00（夏令时）。

## 行政
拉罗什努瓦尔的邮政编码为63800，INSEE市镇编码为63306。

## 政治
拉罗什努瓦尔所属的省级选区为维克勒孔特县。

## 人口

1962-2008年间拉罗什努瓦尔人口变化图示

拉罗什努瓦尔于2022年1月1日时的人口数量为630人。